# Lithobius ostiacorum
Lithobius ostiacorum är en mångfotingart som beskrevs av Anton Julius Stuxberg 1876. Lithobius ostiacorum ingår i släktet Lithobius och familjen stenkrypare. Inga underarter finns listade i Catalogue of Life.